# Хайдер Али
Хайда́р Али́ — (урду سلطان حيدر علی خان‎, (род. 1720 год, Колар — 6 декабря 1782 года, Читтур) — де-факто правитель княжества Майсур. Хайдер Али имел почетное звание — султан Хайдер Али Хан или Хайдер Али Сахиб.

## Биография
Хайдер Наик родился в 1720 году в Коларе; его отцом был майсурский военачальник Фатах Мухаммед (1684—1729). Хайдер был талантливым полководцем и затем стал де-факто правителем княжества Майсур.
Он расширил границы княжества за счёт империи маратхов и низама Хайдарабада и был одним из немногих местных правителей, эффективно сопротивлявшихся британской Ост-Индской компании в течение двух войн. В первой и второй англо-майсурских войнах, Хайдер руководил войсками Майсура и несколько раз осаждал британский форпост в Мадрасе. Его успешные действия против англичан вынудили последних 3 апреля 1769 года заключить Мадрасский мир на выгодных для Хайдера Али условиях.

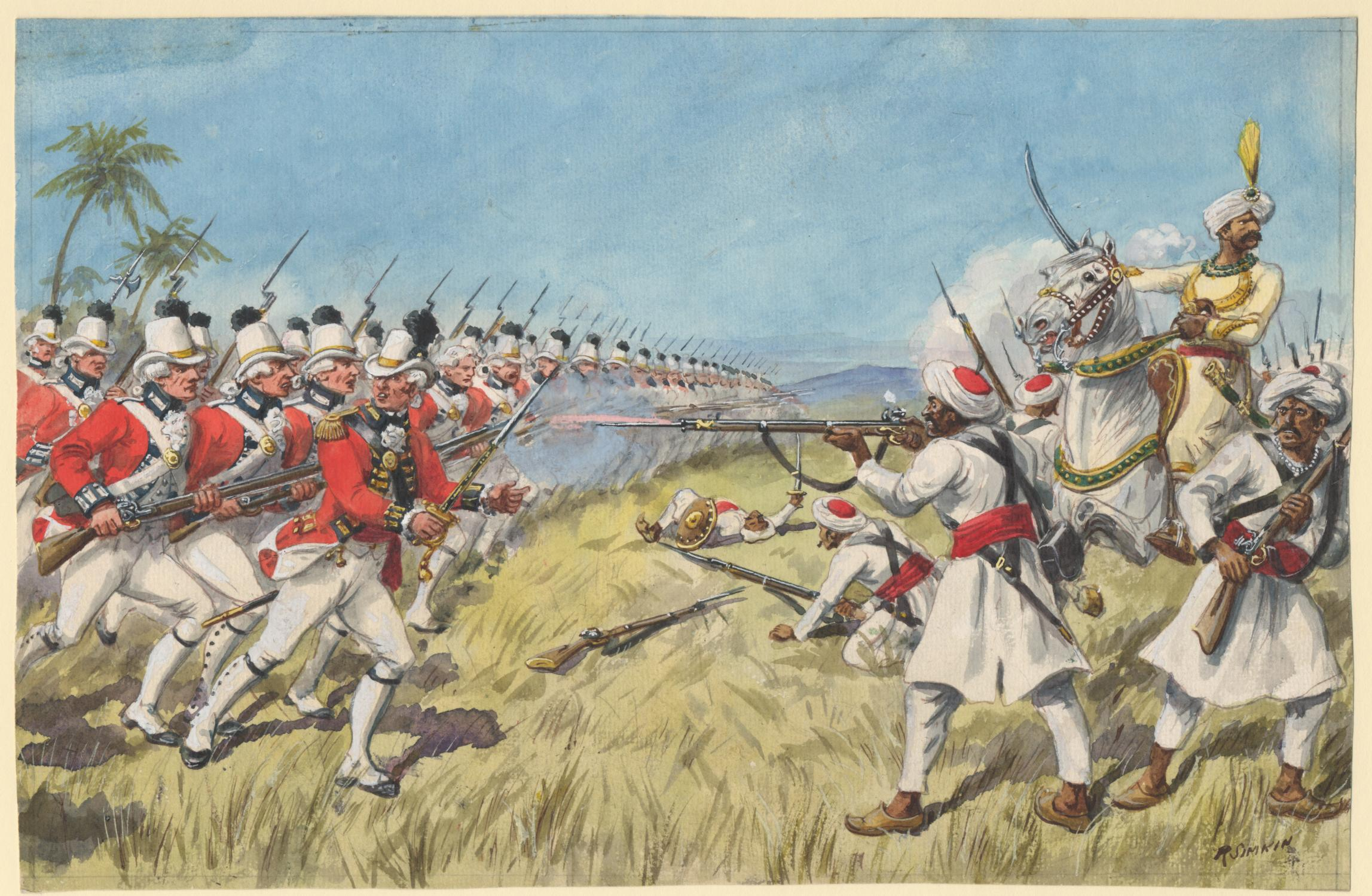
Хайдер Али в битве с британцами

При правлении Хайдера Али были характерны частые войны с соседями и восстания в пределах своей территории. Это не было необычным для того времени, так как большая часть индийского субконтинента погрязла тогда в смутах и восстаниях.
Хайдера Али умело использовал разногласия европейцев для защиты от завоевателей. В 1780 году он вступил в союз с французами, которые прислали ему вспомогательное войско в 2500 человек и сильный флот. Соединив под своё начальство войска почти всех маратских владетелей, он начал новую войну с англичанами и в короткое время завладел всей областью Карнатик и одержал ряд побед, но 2 июня 1782 года английский генерал Кут сумел их разбить. Однако, несмотря на эту победу, положение англичан оставалось крайне сложным, но на их счастье 6 декабря 1782 года в Читтуре Хайдер Али скоропостижно скончался.
Он был проницательным лидером и оставил своему сыну Типу Султану княжество, которое значительно прибавило в территории за годы правления Хайдера Али. Он организовал свои вооружённые силы по европейскому образцу. В некоторых вещах Хайдер Али опередил европейцев, став пионером в деле боевого применения ракетной техники.
У него было по меньшей мере две жены и трое детей.

## В художественной литературе
Хайдер Али появляется в новелле Вальтера Скотта «Дочь врача» из цикла «Кэнонгейтские хроники» (1827).